# Yoohoo - Amigos da Natureza
Yoohoo - Amigos da Natureza (em inglês: YooHoo & Friends) é uma série de televisão animada estadunidense criada por David Feiss, baseada na versão original coreana. O desenho é cerca de cinco executivos que trabalham para Nasty Corporation. O Pai do Tempo impede-os de poluir a Terra e os transforma em cinco animais que têm de encontrar pedras para se tornarem humanos novamente. No Brasil, o desenho estreou em 8 de janeiro de 2012 pelo Cartoon Network e também já foi exibido no extinto Boomerang.

## Personagens
- Yoohoo é o líder.
- Lemmee é o médico.
- Roodee é o inventor.
- Pammee gosta de natureza.
- Chewoo é alegre.
- Pai do Tempo
- Mãe Natureza

## Dublagem
| Personagem   | Dublagem          | Dublagem           |
| ------------ | ----------------- | ------------------ |
| Yoohoo       | Hélio Ribeiro     | Cedric Themole     |
| Lemmee       | Hércules Franco   | Mark Mathison      |
| Roodee       | Reinaldo Pimenta  | Jan Bos            |
| Pammee       | Christiane Louise | Michelle Brezinski |
| Chewoo       | Aline Ghezzi      | Mara Kay           |
| Pai do Tempo | Mauro Ramos       | Flavor Flav        |
| Mãe Natureza | Carmen Sheila     | Mara Kay           |
| Pookee nº1   | ?                 | Mark Mathieson     |
| Pookee nº2   | José Leonardo     | Jesse Inocalla     |
| Pookee nº16  | Paulo Vignolo     | Cedric Themole     |